# Ilha de Luanda

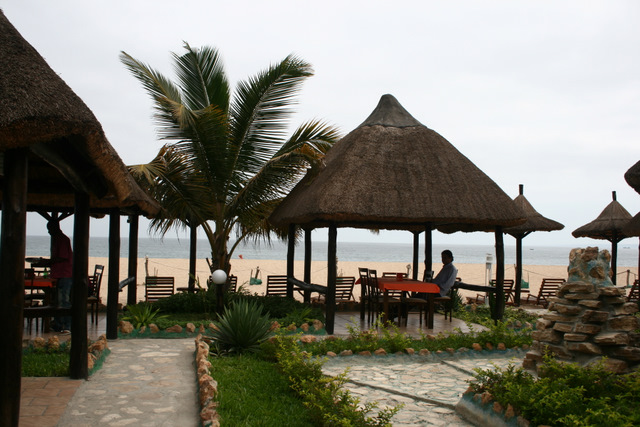
Ilha de Luanda.

Ilha de Luanda är en ö i Angola.   Den ligger i provinsen Luanda, i den nordvästra delen av landet. Arean är 1,6 kvadratkilometer.
Terrängen på Ilha de Luanda är mycket platt. Öns högsta punkt är 12 meter över havet. Den sträcker sig 3,5 kilometer i nord-sydlig riktning, och 4,1 kilometer i öst-västlig riktning.
Runt Ilha de Luanda är det i huvudsak tätbebyggt. Runt Ilha de Luanda är det tätbefolkat, med 849 invånare per kvadratkilometer.